# バーデ 152
バーデ 152
バーデ 152
- 用途：旅客機
- 設計者：ブルノルフ・バーデ（Brunolf Baade）
- 製造者：VEBフルクツォイヴェルケ ドレスデン（VEB Flugzeugwerke Dresden）
- 初飛行：1958年12月8日
- 生産数：3機
- 運用状況：試作のみ

バーデ 152（Baade 152）またはBB-152、ドレスデン 152、VL-DDR 152、単に152として知られるこの航空機は、第2次世界大戦後にドイツ民主共和国（東ドイツ）で開発された最初の旅客機である。
この機はドレスデン（東ドイツ）で1956年に製造され、1961年までテストされた。「152」は計画機として終わった1連のユンカース機の最後の開発番号を表していた。

## 設計と開発

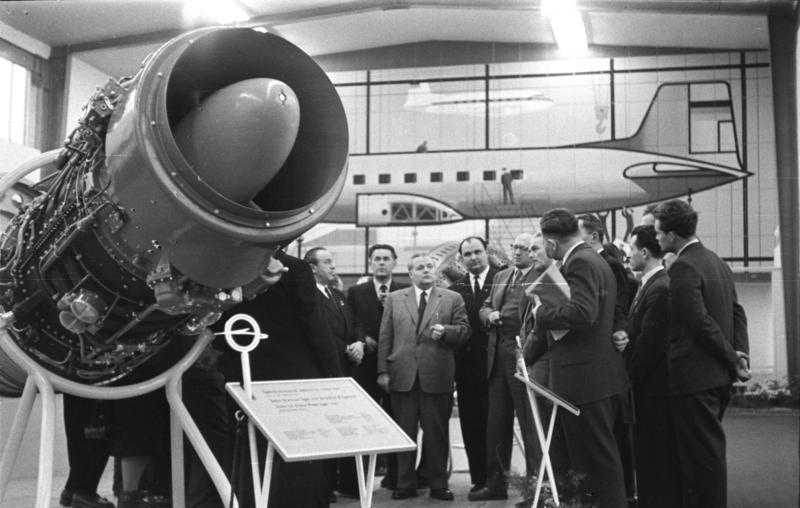
ピルナ 014 ジェットエンジン

バーデとはこの航空機の設計者であるブルノルフ・バーデ（Brunolf Baade）のことであり、僅か2機が飛行用に製造された。最初の試作機のV1/I（DM-ZYA）は、以前のユンカースの技術者達がソビエト連邦で設計した「Samoljot 150」、または「Alexejew 150」ジェット爆撃機から派生した。この機はタンデム式降着装置と東側ブロックの航空機に共通のガラス窓の機首を持っていた。152の降着装置は胴体中央線に沿って収納される主車輪と翼端の引き出し式補助輪で、旅客機としては異例であった。（似た型式でより有名なのはボーイング B-47）
この航空機の初飛行は1958年12月8日に行われ35分間飛行した。152は1959年3月4日にオッテンドルフ=オクリラで行われた2度目の飛行で着陸接近の始めに墜落し、全搭乗員が死亡した。墜落の原因は公表されなかったが、燃料系統は傾斜状態ではテストされないことから燃料系統に起因する問題であることが最も考えられる原因である。
飛行テストは2番目の試作機V4/II（DM-ZYB）で続けられた。この試作2号機の降着装置は、主車輪の配置は1号機と同じであったが補助輪は翼端からエンジンパイロンに移されていた。またこの機では航法士用のガラス窓の機首は廃止された。
3番目の試作機V5/II（DM-ZYC）は地上テストのみに使用された。
旅客機としての飛行テストは1961年初頭にはほぼ終了し、東ドイツの国営航空会社ドイツ・ルフトハンザ（後に改名してインターフルク）用の4機の生産に入った。この時点で東ドイツ政府は全ての航空機産業の活動を停止させた。自国が開発したツポレフ Tu-124を売り込んでいたソビエト連邦が他国からいかなる旅客機をも購入したがらず自国航空機産業の開発に更なる援助をしたためだった。
全ての機体はスクラップにされたが、遺棄された152/II #011の胴体の修復が1995年からドレスデンのEADS EFW（エルベ フルクツォイヴェルケGmbh、Elbe Flugzeugwerke GmbH）で現在行われている。同社はVEBフルクツォイヴェルケ ドレスデン（VEB Flugzeugwerke Dresden）の直系の会社である。

## 年表

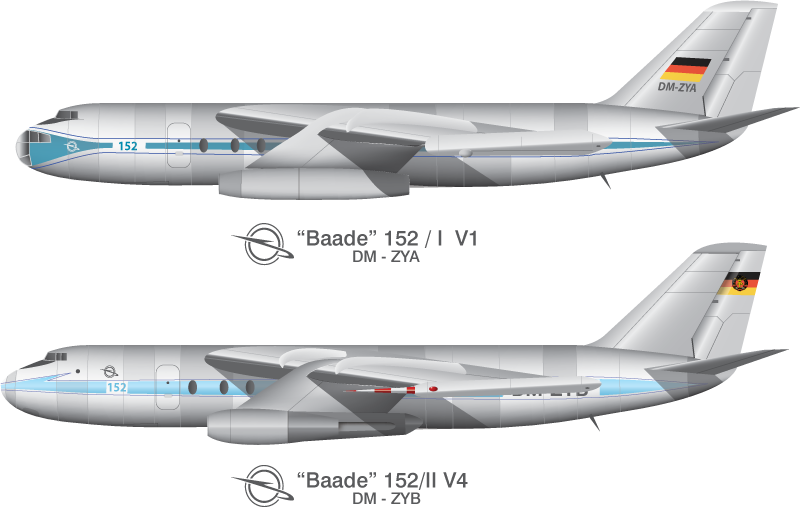

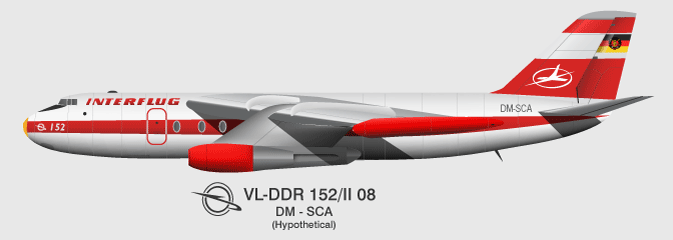
インターフルークに就航時の想像図

- 1956年10月12日 - ピルナ（Pirna）014ジェットエンジンでの最初のテスト走行。
- 1958年3月 - 航空機 152 とピルナ 014ジェットエンジンをライプツィヒ春季祭典（the Leipzig Spring Fair）にて初披露。
- 1958年4月30日 - 最初の試作機152/I V1がロールアウト。
- 1958年12月4日 - 最初の試作機152/I V1が35分間の初飛行。
- 1959年3月4日 - 最初の試作機152/I V1が55分間の2回目の飛行。着陸時に墜落し搭乗員は死亡。
- 1959年9月9日 - イリューシンIl-28R試験機に搭載してピルナ014ジェットエンジンをテスト。
- 1960年7月30日 - 試作機152/II V4が地上テストを開始。
- 1960年8月26日 - 試作機152/II V4が22分間の初飛行。
- 1960年9月4日 - 試作機152/II V4が20分間の2回目の飛行。
- 1960年12月 - 試作機152/II V4の地上テストが終了。
- 1961年3月 - ピルナ014ジェットエンジンの生産が終了。
- 1961年6月20日 - ピルナ014ジェットエンジンを搭載したイリューシンIl-28R試験機が最後の飛行。
- 1961年夏 - 生産された全ての152がスクラップに。

## 要目
152 Homepage
（152/II V4）
- 乗員 - 4名 + 2名
- 搭乗可能乗客数 - 48/57/72名（構成による）
- 全長 - 31.40 m (103 ft)
- 全幅 - 26.30 m (86 ft 3 in)
- 全高 - 9.00 m (29 ft 5 in)
- 翼面積 - 136.00 m² (1,463 ft²)
- 空虚重量 - 28,580 kg (63,008 lb)
- 最大離陸重量 - 46,500 kg (102,514 lb)
- 最高速度 - 920 km/h (572 mph)
- 巡航速度 - 800 km/h (497 mph)
- 巡航高度 - 11,433 m (37.500 ft)
- 航続距離 - 2,000 km – 2,500 km (1.242 – 1,553 miles) （構成による）
- エンジン – 4 * ピルナ（Pirna）014 ターボジェット（それぞれ30.90 kN (6,946.5 lbf)）